# Chrysopilus choui
Chrysopilus choui är en tvåvingeart som beskrevs av Yang 1989. Chrysopilus choui ingår i släktet Chrysopilus och familjen snäppflugor. Inga underarter finns listade i Catalogue of Life.